# Moken

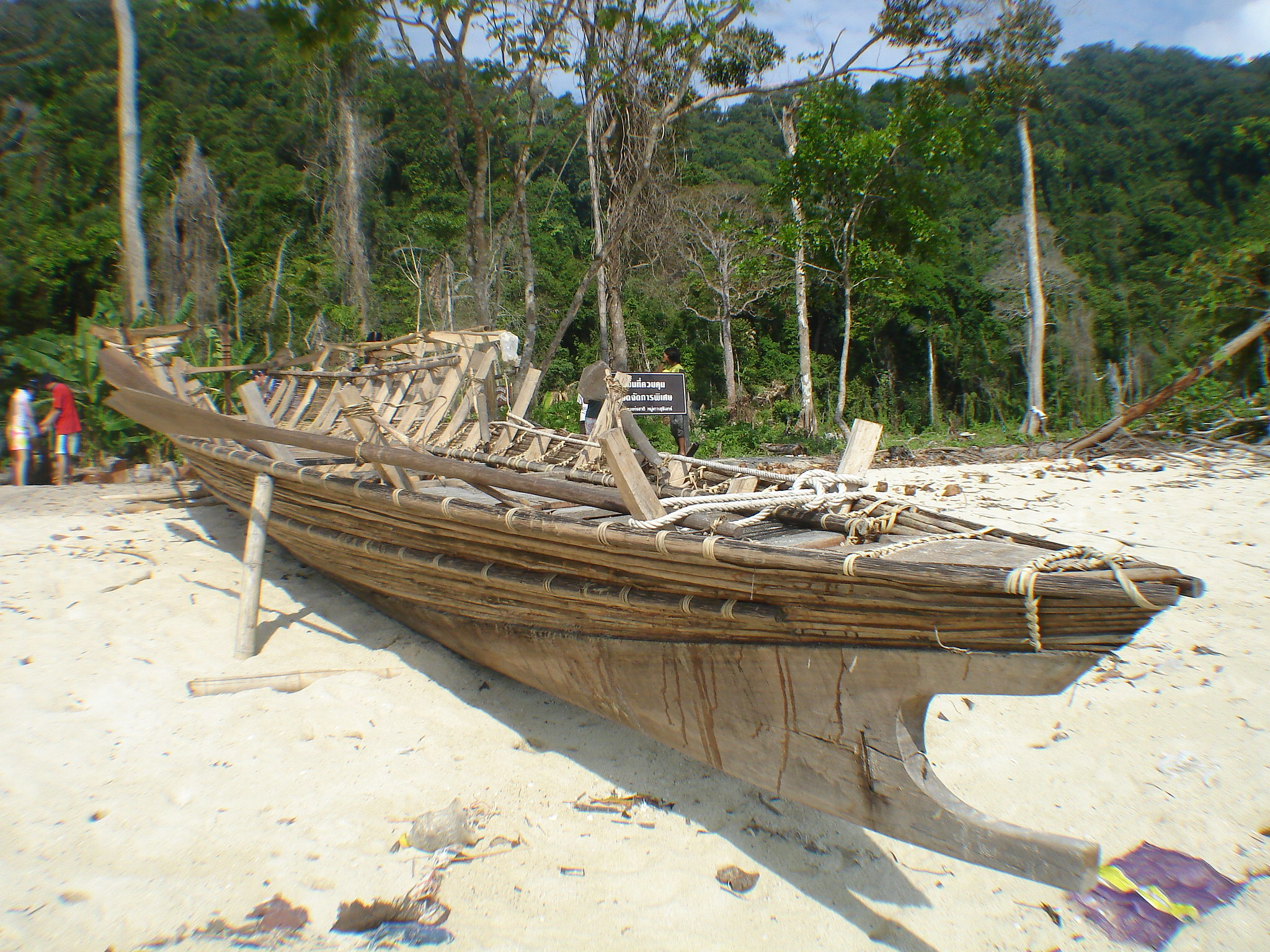
Een boot die gebruikt wordt door Moken.

De Moken is een volk dat in Zuidoost-Azië op zee leeft. Ze worden ook wel zeenomaden of zeezigeuners genoemd.
Ze leven voornamelijk in de Andamanse Zee, voor de kust van Myanmar. Hun hele leven brengen ze door op zee, in hun boten of in de huizen die op palen in de zee staan. Alles wat ze nodig hebben om te overleven halen ze uit de zee, ook om mee te handelen.
Tijdens de tsunami van 2004 is er van het volk niemand omgekomen. Allen hadden op tijd een veilig heenkomen gezocht in de bergen van nabijgelegen eilanden. Maar daar zijn ze nu gestrand. Hun toekomst is daarom ook verre van duidelijk.